# Pararhabdophis chapaensis
Genre
Espèce
Statut de conservation UICN

 DD  : Données insuffisantes
Pararhabdophis chapaensis, unique représentant du genre Pararhabdophis, est une espèce de serpents de la famille des Natricidae.

## Répartition
Cette espèce est endémique de la province de Lào Cai au Viêt Nam,.

## Étymologie
Son nom d'espèce, composé de chapa et du suffixe latin -ensis, « qui vit dans, qui habite », lui a été donné en référence au lieu de sa découverte, la ville de Sa Pa, parfois orthographiée Chapa, dans le nord du Viêt Nam.

## Publication originale
- Bourret, 1934 : Notes herpétologiques sur l'Indochine française. I. Ophidiens de Chapa. Bulletin Général de l'Instruction Publique, Hanoi, vol. 1934, p. 129-138.